# Ceca hitovi 3 (2007)
Ceca hitovi 3 je dvanajsta glasbena kompilacija srbske pop-folk pevke Svetlane Ražnatović - Cece, ki je leta 2007 izšla v beograjski založbeni hiši PGP-RTS. 
To je obenem tudi zadnja od skupno treh kompilacij, kolikor jih je leta 2007 objavila omenjena založbena hiša: Kompilacija 1, Kompilacija 2 in Kompilacija 3.
Na kompilaciji so uspešnice z albumov, ki jih je pevka izdala za PGP-RTS, v obdobju med leti 1989 in 1999.

## Seznam skladb
| CD Različica    | CD Različica       | CD Različica                             | CD Različica              | CD Različica |
| Št.             | Naslov             | Pisec                                    | Album                     | Dolžina      |
| --------------- | ------------------ | ---------------------------------------- | ------------------------- | ------------ |
| 1.              | „Idi dok si mlad‟  | A. Milić, M. Tucaković, A. Radulović     | Fatalna ljubav            | 3:27         |
| 2.              | „Kukavica‟         | A. Radulović, M. Tucaković               | Kukavica (glasbeni album) | 3:50         |
| 3.              | „Nagovori‟         | A. Milić, M. Tucaković                   | Maskarada                 | 3:32         |
| 4.              | „Maskarada‟        | A. Milić, M. Tucaković                   | Maskarada                 | 4:40         |
| 5.              | „To, Miki‟         | D. Ivanković, M. A. Kemiš                | Ceca (glasbeni album)     | 4:32         |
| 6.              | „Žarila sam žar‟   | S. Veličković, A. Radulović              | Šta je to u tvojim venama | 3:13         |
| 7.              | „Lako je tebi‟     | M. Mijatović, V. Petković, M. A. Kemiš   | Ceca (glasbeni album)     | 2:32         |
| 8.              | „Lepotan‟          | D. Ivanković, M. Kodić, A. Ilić          | Ludo srce                 | 3:53         |
| 9.              | „Dođi‟             | D. Ivanković, S. Zagrađanin, M. A. Kemiš | Ludo srce                 | 3:46         |
| 10.             | „Babaroga‟         | D. Ivanković, M. A. Kemiš                | Babaroga                  | 4:42         |
| 11.             | „Nije monotonija‟  | A. Radulović, M. Tucaković               | Fatalna ljubav            | 3:25         |
| 12.             | „Znam‟             | Knez, Leo, Đokaj, A. Radulović           | Fatalna ljubav            | 3:16         |
| 13.             | „Nevaljala‟        | A. Milić, M. Tucaković                   | Maskarada                 | 3:32         |
| 14.             | „I bogati plaču‟   | A. Milić, M. Tucaković                   | Maskarada                 | 3:56         |
| 15.             | „Noćas kuća časti‟ | A. Milić, M. Tucaković                   | Maskarada                 | 4:02         |
| 16.             | „Dokaz‟            | A. Milić, M. Tucaković, Lj. Jorgovanović | Ceca 2000                 | 4:38         |
| 17.             | „Ja ću prva‟       | A. Milić, M. Tucaković, Lj. Jorgovanović | Ceca 2000                 | 4:28         |
| Skupna dolžina: | Skupna dolžina:    | Skupna dolžina:                          | Skupna dolžina:           | 65:58        |

## Naklada
Prva naklada glasbene kompilacije je štela 5.000 izvodov. 

## Ostale informacije
- Glasbeni urednik: Miša Mijatović
- Odgovorni urednik: Vladimir Graić
- Direktor in glavni urednik: Ognjen Uzelac
- Postprodukcija: Zoran Č. Stefanović

## Zgodovina objave zgoščenke
| Država | Datum | Založba | Oblika |
| ------ | ----- | ------- | ------ |
| Srbija | 2007  | PGP-RTS | CD     |